# 양이원영
양이원영(梁李媛瑛, 1971년 5월 14일~)은 대한민국의 정치인이자 환경운동가로, 제21대 국회의원이다.

## 생애
<환경운동연합> 처장, <에너지대안포럼> 위원, <핵없는사회를위한 공동행동> 공동집행위원장을 역임하였다. 21대 총선에서 더불어민주당 비례대표 국회의원에 당선되었다. 2020년 5월 21일, 법원의 개명허가판결 받고 '양원영'에서 '양이원영'으로 개명하였다.

## 학력
- 1988년~1990년: 당곡고등학교
- 1991년~1995년: 서강대학교 생물학 학사
- 2005년~2006년: KDI 국제정책대학원 공공정책학 석사
- 2006년~2007년: 라이프치히 경영대학원 석사

## 경력
- 2010년 3월~2011년 6월: <환경운동연합> 에너지기후국 국장
- 2012년 1월~2013년 3월: <환경운동연합> 탈핵에너지국 국장, <에너지대안포럼> 기획운영위원회 위원
- 2012년 3월~2012년 12월: <핵없는사회를위한 공동행동> 공동집행위원장, <환경운동연합> 에너지기후팀 처장
- 2012년 6월~2013년 3월: <핵없는사회를위한 공동행동> 사무국장
- 환경운동연합 에너지기후팀 처장
- 핵없는사회를위한 공동행동 공동집행위원장
- 환경운동연합 에너지국 처장
- 에너지전환포럼 사무처장
- 2020년 4월 15일: 대한민국 제21대 국회의원 선거 당선(비례대표, 더불어시민당, 초선)
- 2020년 9월~2021년 6월: 더불어민주당 기후위기대응환경특별위원회 위원장
- 2022년 9월~: 더불어민주당 탄소중립위원회 부위원장
- 2023년 12월~2024년 2월: 제22대 국회의원 선거 경기 광명시 을 더불어민주당 국회의원 예비후보

### 의정 활동
- 2020.05~2024.05: 제21대 국회의원(비례대표, 더불어민주당→무소속→더불어민주당→무소속→더불어민주연합→더불어민주당, 초선)
  - 2020.06~2021.02: 제21대 국회 전반기 환경노동위원회 위원
  - 2020.06~2021.05: 제21대 국회 전반기 예산결산특별위원회 위원
  - 2021.02~2022.05: 제21대 국회 전반기 산업통상자원중소벤처기업위원회 위원
  - 2021.05~2022.05: 제21대 국회 전반기 여성가족위원회 위원
  - 2021.10~2021.11: 제21대 국회 감사원장(최재해) 임명동의에 관한 인사청문특별위원회 위원
  - 2022.01~2023.12: 제21대 국회 2030 부산세계박람회 유치지원 특별위원회 위원
  - 2022.07~2024.05: 제21대 국회 후반기 산업통상자원중소벤처기업위원회 위원
  - 2022.07~2024.05: 제21대 국회 후반기 여성가족위원회 위원
  - 2022.08~2022.11: 제21대 국회 대법관(오석준) 임명 동의에 관한 인사청문특별위원회 위원
  - 2023.02~2024.05: 제21대 국회 기후위기 특별위원회 위원

## 전과
- 국가보안법위반(찬양·고무등): 징역 1년, 집행유예2년 - 1997년 10월 2일 선고[6]

## 역대 선거 결과
| 실시년도 | 선거   | 대수 | 직책     | 선거구   | 정당         | 득표수      | 득표율          | 순위         | 당락 | 비고 |
| -------- | ------ | ---- | -------- | -------- | ------------ | ----------- | --------------- | ------------ | ---- | ---- |
| 2020년   | 총선   | 21대 | 국회의원 | 비례대표 | 더불어시민당 | 9,307,112표 | \| \| 33.35% \| | 비례대표 9번 |      | 초선 |
|          | 33.35% |      |          |          |              |             |                 |              |      |      |

## 소속 정당
| 소속 정당 | 소속 정당      | 소속 기간 | 비고      |
| --------- | -------------- | --------- | --------- |
|           | 더불어시민당   | 2020      | 정계 입문 |
|           | 더불어민주당   | 2020~2021 | 합당      |
|           | 무소속         | 2021      | 제명      |
|           | 더불어민주당   | 2021~2024 | 복당      |
|           | 무소속         | 2024      | 제명      |
|           | 더불어민주연합 | 2024      | 입당      |
|           | 더불어민주당   | 2024~현재 | 합당      |

## 같이 보기
- 대한민국 제21대 국회의원 선거 더불어시민당 후보 목록#비례대표